# 爪哇蓝仙鹟
爪哇蓝仙鹟（学名：Cyornis banyumas）为鶲科仙鶲属的鸟类。该物种的模式产地在爪哇。爪哇蓝仙鹟与山蓝仙鹟以前被视为同一物种。

## 特征
爪哇蓝仙鹟体重约14.5克，翼长约71.8毫米，嘴峰长约14.9毫米，喙宽度约4.6毫米，喙厚度约3.7毫米，跗蹠长约15.7毫米，尾长约53毫米。爪哇蓝仙鹟在其分布区内为留鸟，其栖息在密集的高大树木组成的森林中，食性为肉食性，主要食物来源是陆生无脊椎动物。

## 亚种
- ：分布于中爪哇。
- ：分布于东爪哇。[3]